# Vicke Schorler

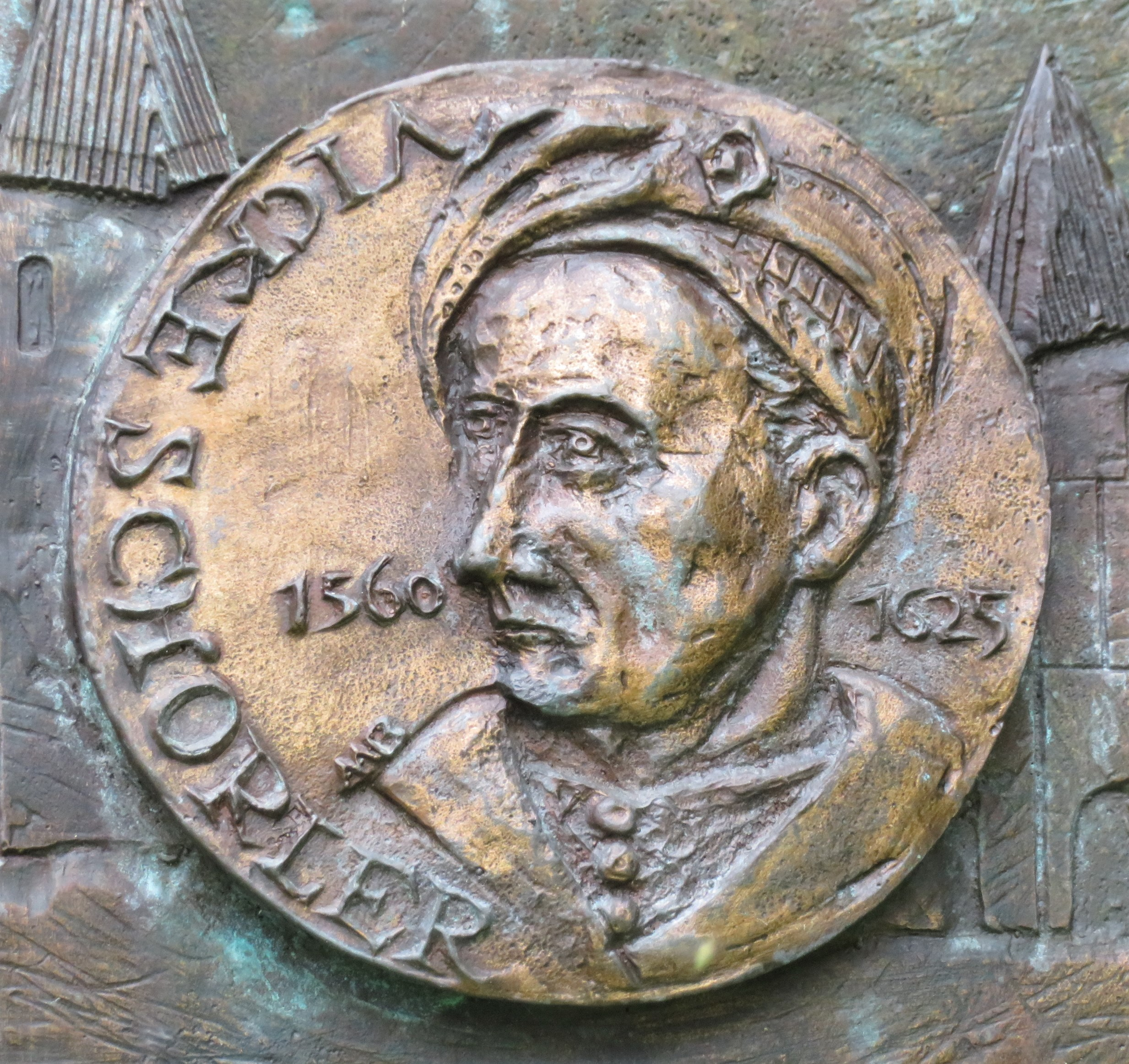
Vicke Schorler, fiktives Porträt auf dem Jastram-Relief von 2006

Vicke Schorler (* um 1560; † 1625) war ein Rostocker Krämer, der zwei historisch bedeutende Werke über die Hansestadt anfertigte: die Wahrhaftige Abcontrafactur der hochloblichen und weitberuhmten alten See- und Hensestadt Rostock von 1578 bis 1586 sowie die Rostocker Chronik von 1583 bis 1625.

## Quellenlage

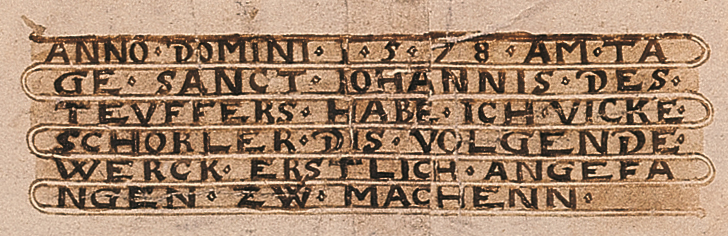
Eingangsnotiz zur Vicke-Schorler-Rolle

## Die Bildrolle des Vicke Schorler

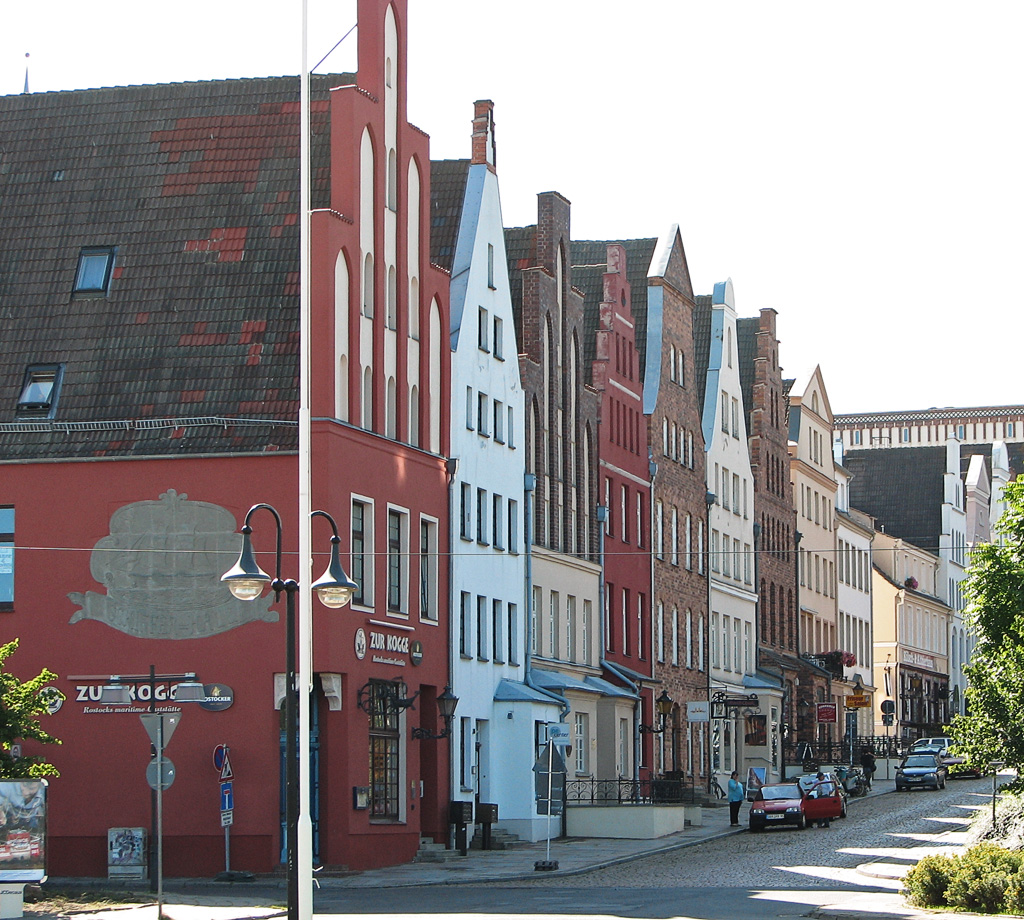
Die Wokrenterstraße in Rostock mit den historischen Giebelformen

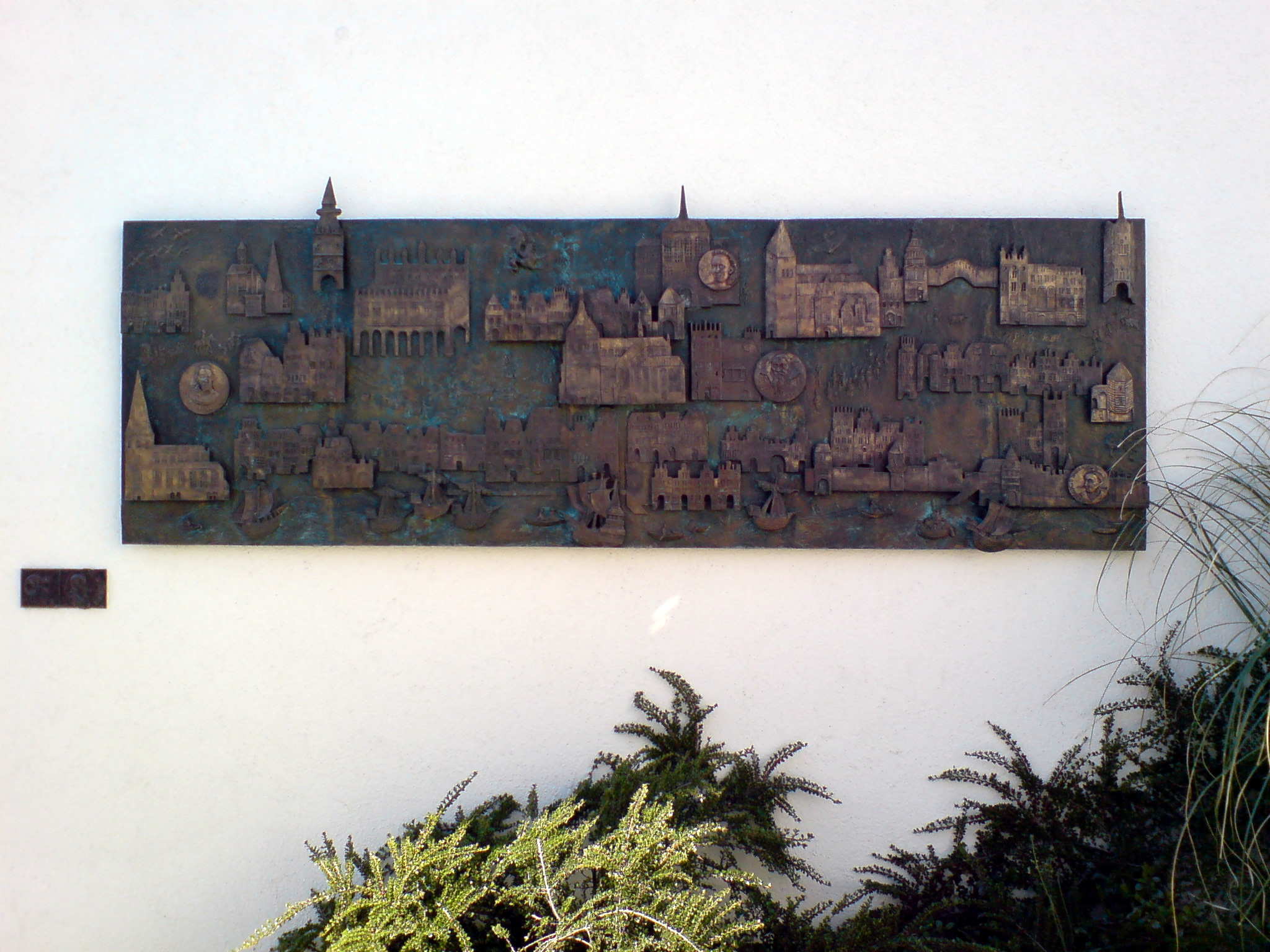
Künstlerische Darstellung der Schorler-Rolle von Jo Jastram

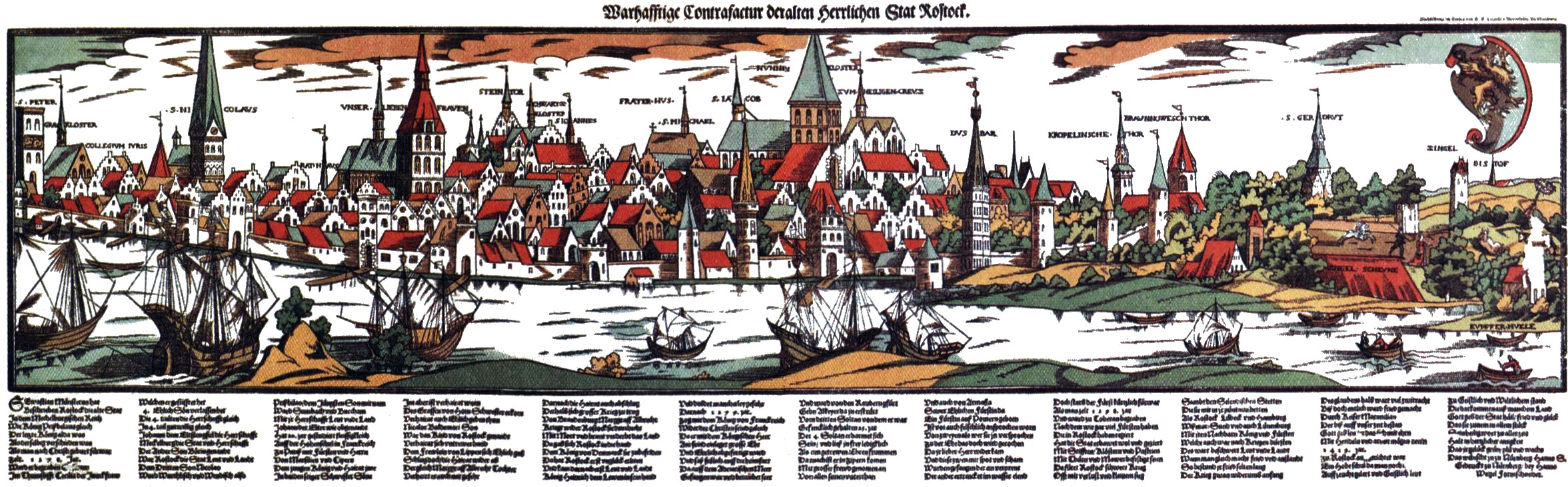
Hans Weigel: Wahrhafftige Contrafactur der alten herrlichen Stat Rostock (mit Versen von Hans Sachs)

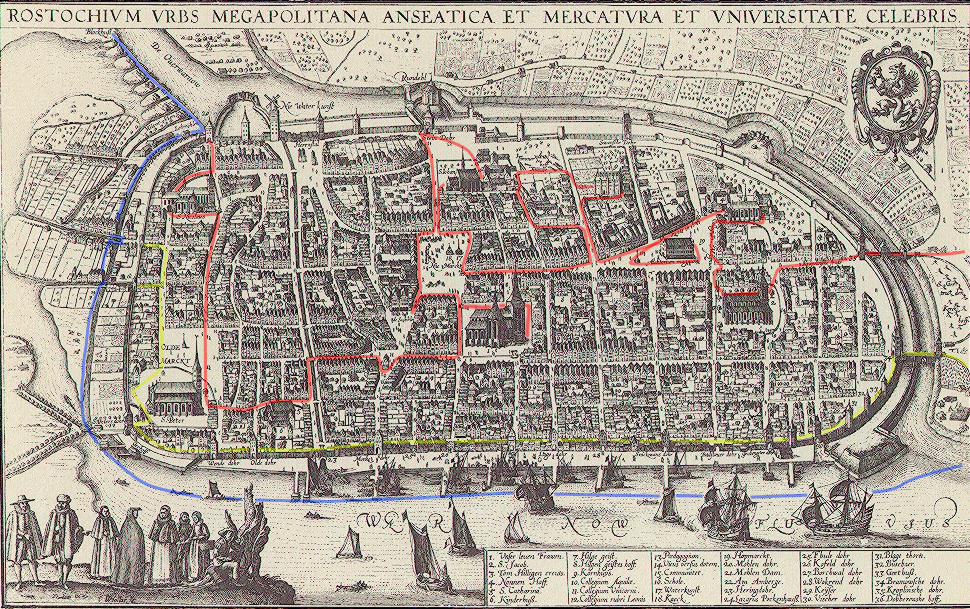
Die drei horizontalen Ebenen dargestellt in der Rostocker Karte von 1683

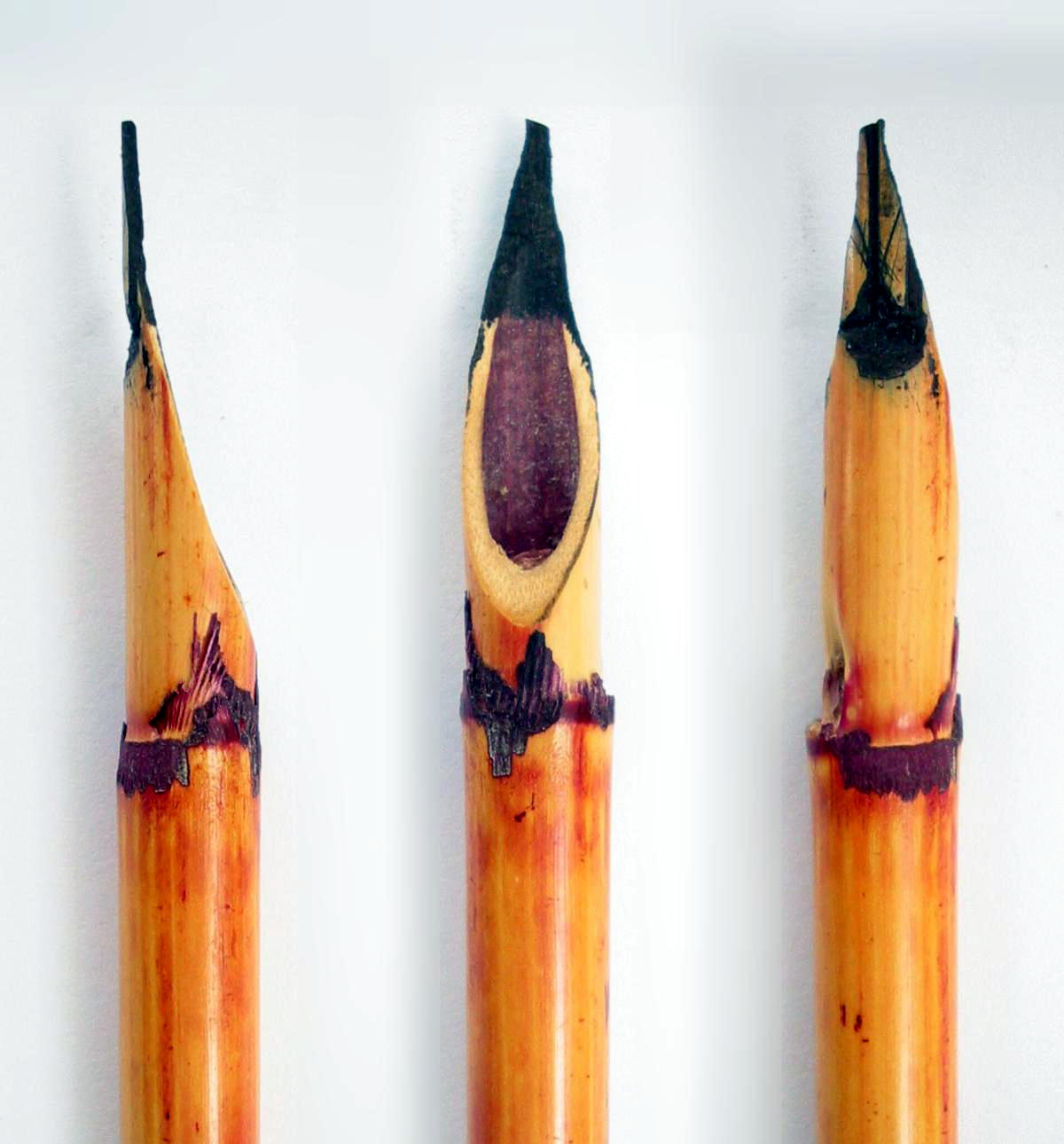
Rohrfedern

## Die Rostocker Chronik des Vicke Schorler

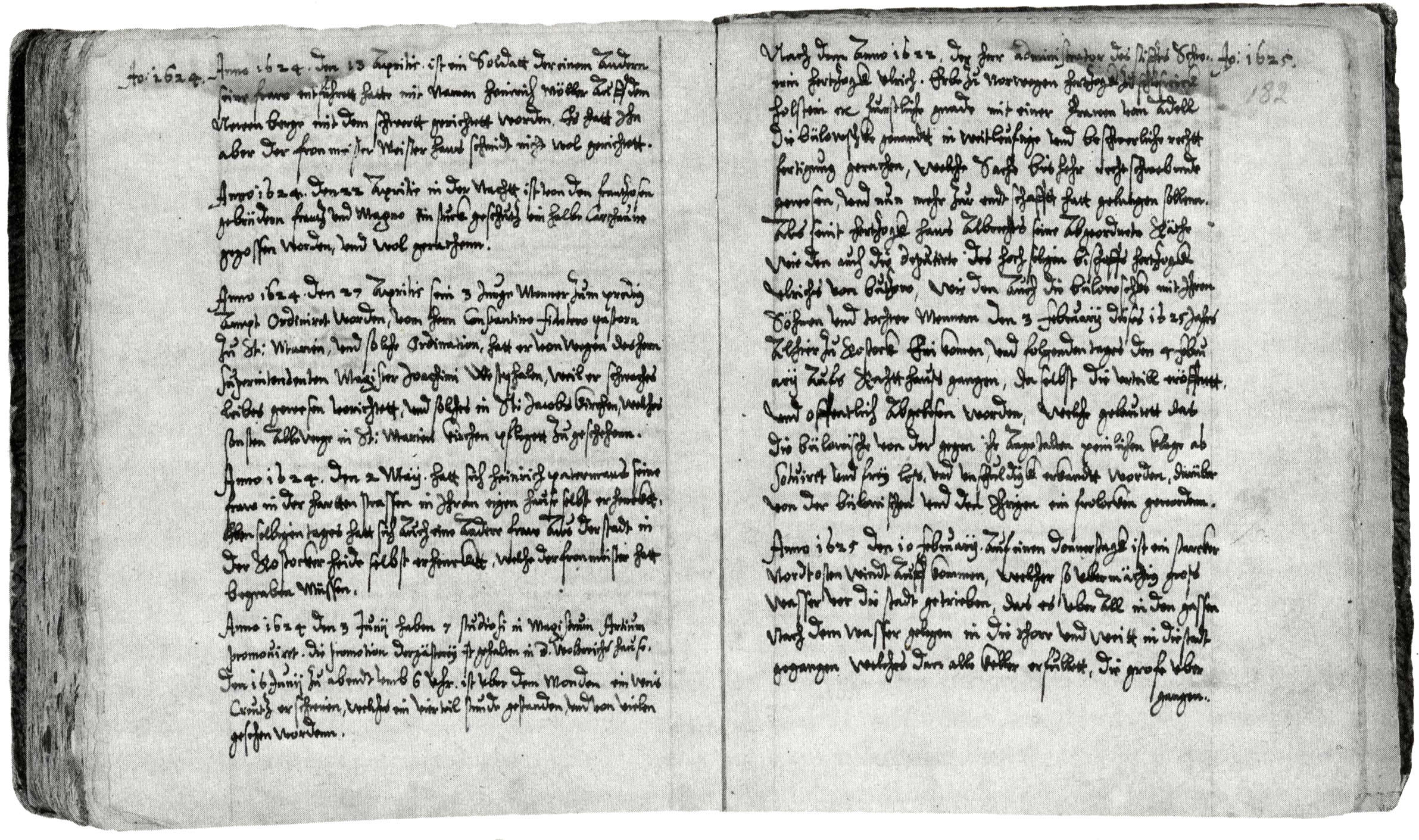
Schorlers Rostocker Chronik